# West Haven (Connecticut)
West Haven es una ciudad ubicada en el condado de New Haven en el estado estadounidense de Connecticut. En el año 2006 tenía una población de 52,721 habitantes y una densidad poblacional de 1,892 personas por km².

## Geografía
Ashford se encuentra ubicada en las coordenadas 41°16′26″N 72°58′04″O / 41.27389, -72.96778.

## Demografía
Según la Oficina del Censo en 2000 los ingresos medios por hogar en la localidad eran de $42,393 y los ingresos medios por familia eran $51,631. Los hombres tenían unos ingresos medios de $38,024 frente a los $30,610 para las mujeres. La renta per cápita para la localidad era de $21,121. Alrededor del 8.8% de la población estaban por debajo del umbral de pobreza.